# 불가리아 과학 아카데미

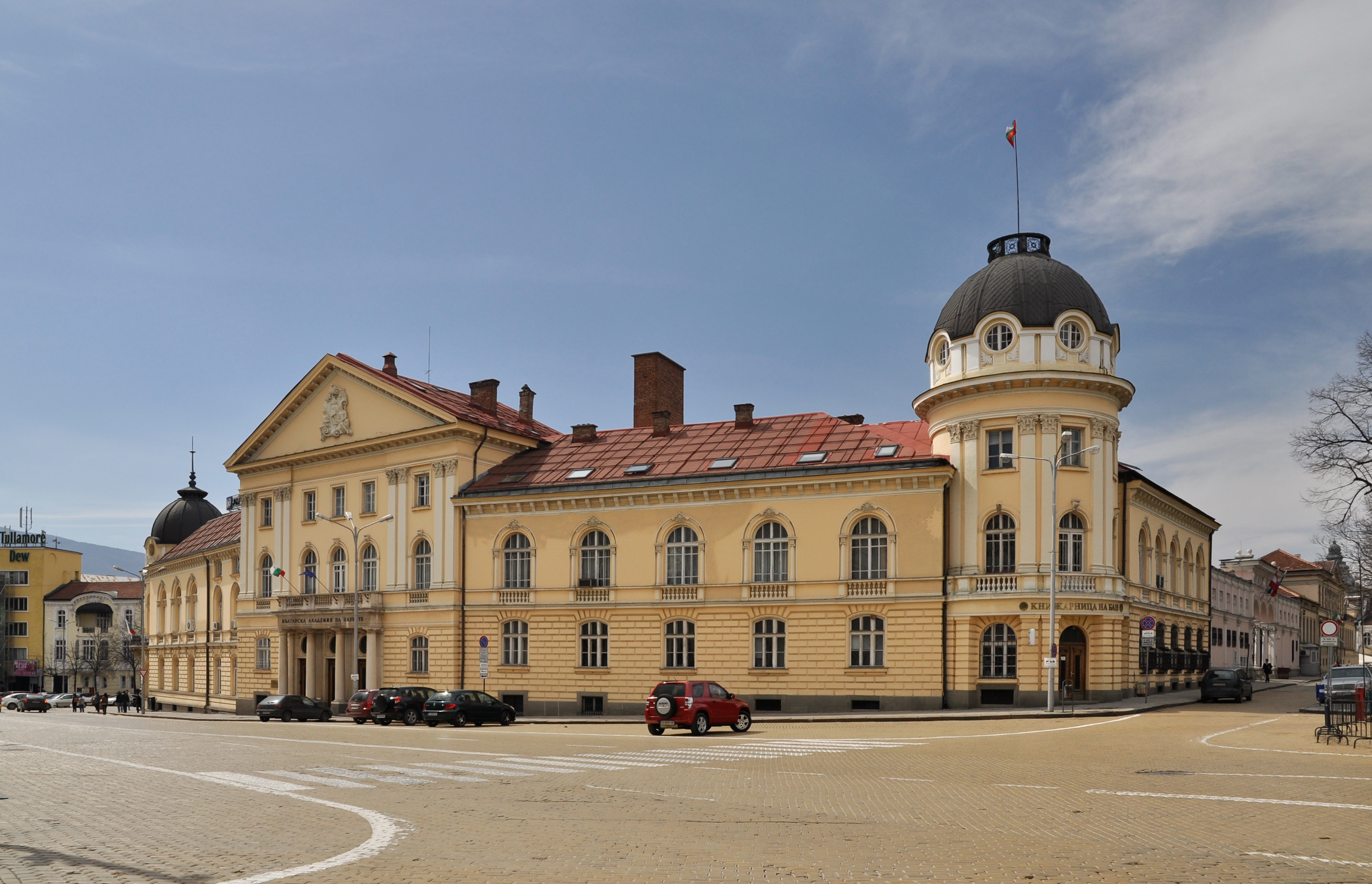
불가리아 과학 아카데미

불가리아 과학 아카데미(불가리아어: Българска академия на науките)는 1869년에 설립된 불가리아의 국립 아카데미다. 소피아에 본부를 둔 아카데미는 자율적이며 아카데미 회원, 특파원, 외국인 회원으로 구성되어 있다. 다양한 과학 작품, 백과사전, 사전, 저널을 출판하고 배포하며 자체 출판사를 운영한다.
42개의 독립적인 과학 연구소와 12개의 실험실 및 기타 부분으로 구성되어 있다.
2022년 기준으로 예산은 119,860백만 레바(6,128만 유로)였다.